# 科扎克
科扎克（法語：Cauzac，法語發音：[kozak]）是法国洛特-加龙省的一个市镇，属于阿让区。

## 地理
科扎克（44°16'52"N, 0°48'48"E）面积14.52 平方千米，位于法国新阿基坦大区洛特-加龍省，该省份为法国西南部内陆省份，北起多爾多涅省，西接吉倫特省和朗德省，南至热尔省，东临塔恩-加龙省和洛特省。
与科扎克接壤的市镇（或旧市镇、城区）包括：弗雷斯佩克、拉索沃塔德萨韦尔、博维尔、布莱蒙、卡西尼亚、栋达、拉罗克坦博、圣马丹德博维尔、圣罗贝尔。

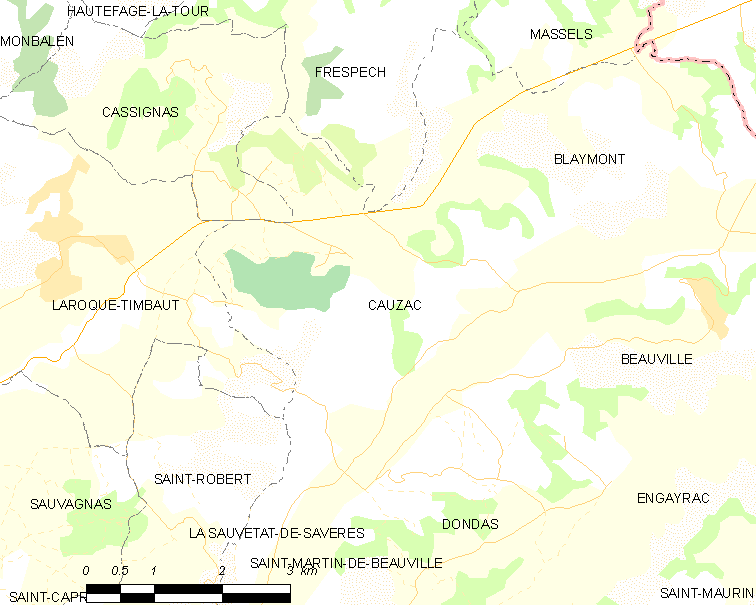
科扎克的OSM定位图

科扎克的时区为UTC+01:00、UTC+02:00（夏令时）。

## 行政
科扎克的邮政编码为47470，INSEE市镇编码为47062。

## 政治
科扎克所属的省级选区为塞尔地区县。

## 人口

1962-2008年间科扎克人口变化图示

科扎克于2022年1月1日时的人口数量为413人。